# Lúcio Wagner
Lúcio Wagner Freitas de Souza, meglio conosciuto come Lúcio Wagner (in bulgaro Лу̀сиу Вагнер Фрейташ джи Соуза?; Rio de Janeiro, 15 giugno 1976), è un ex calciatore brasiliano naturalizzato bulgaro, di ruolo difensore.

## Caratteristiche tecniche
Giocava come laterale sinistro.

## Carriera

### Club
Durante la sua lunga carriera gioca in Brasile fino al 1996 con il Corinthians Alagoano, poi giocherà con Benfica, Siviglia, Juventus, Černo More e Levski Sofia.

### Nazionale
A seguito della naturalizzazione ha rappresentato molte volte la nazionale bulgara.

## Palmarès
- Campionato bulgaro: 3

Levski Sofia: 2005-2006, 2006-2007, 2008-2009
- Coppa di Bulgaria: 2

Levski Sofia: 2004-2005, 2006-2007
- Supercoppa di Bulgaria: 3

Levski Sofia: 2005, 2007, 2009